# Haplea
Haplea este un personaj fictiv al umorului românesc, prototip al omului nătâng. 